# 트로피 와이프

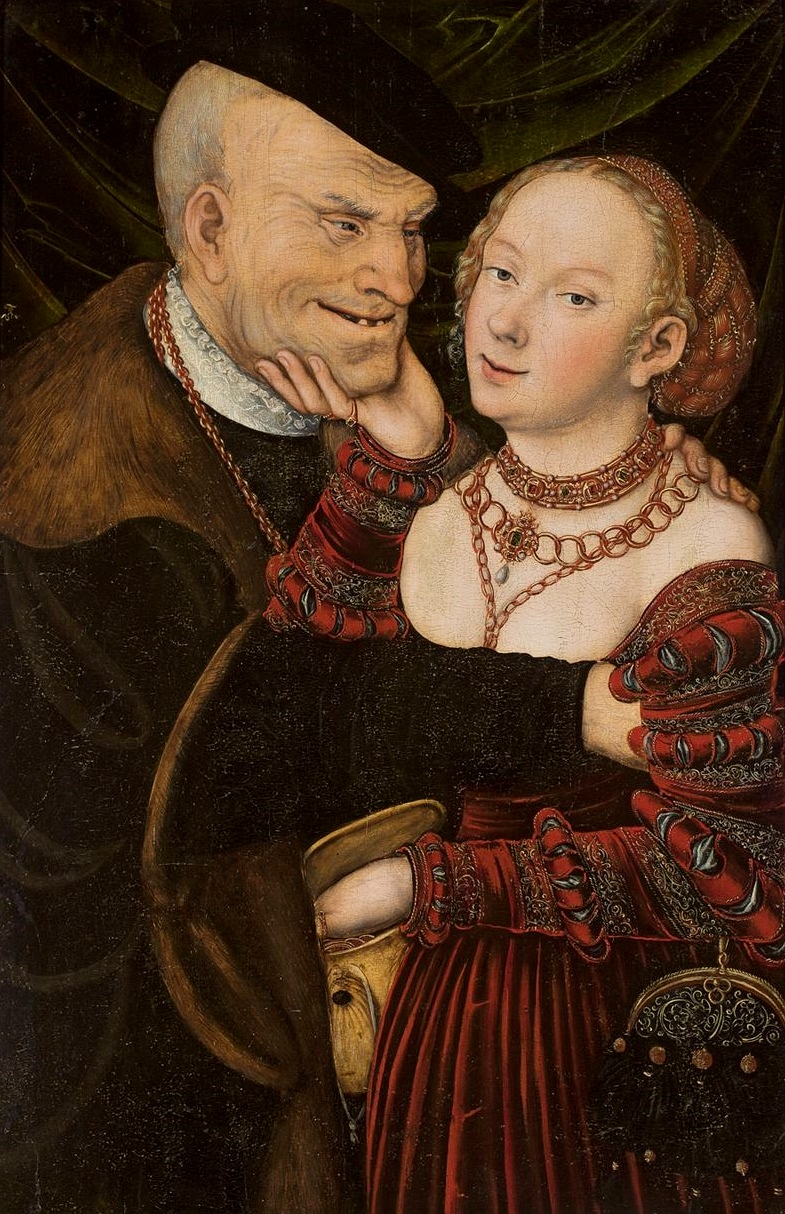
바르샤바 국립박물관에 소장되어 있는 루카스 크라니흐(1550년경)의 짝이 맞지 않는 커플

트로피 와이프(trophy wife)는 남편의 신분 상징으로 여겨지는 아내를 일컫는 용어이다. 이 용어는 종종 경멸적이거나 폄하하는 방식으로 사용되는데, 이는 문제의 아내가 신체적 매력 외에 개인적인 장점이 거의 없고, 외모를 유지하는 데 상당한 비용을 요구하며, 종종 지적이거나 세련되지 않으며, 매력을 유지하는 것 이상으로 실질적인 것이 거의 없다는 것을 의미한다. 금을 파는 사람이라는 용어를 가진 트로피 와이프는 일반적으로 상대적으로 젊고 매력적이며, 나이가 많고 부유한 남자의 두 번째, 세 번째 또는 나중에 아내가 될 수 있다. 트로피 허즈번드(trophy husband)는 남성에 해당한다.

## 같이 보기
- 골드 디거